# Tersztyánszky Ödön (jogász)
Tersztyánszky Ödön (Budapest, 1929. október 6. – 2022. február 23.) magyar polgári jogász, egyetemi tanár, 1990–1999 között alkotmánybíró; Tersztyánszky Ödön honvéd ezredes, vívó olimpiai bajnok fia.

## Életpályája
Édesapja 1929 júniusában motorbalesetben hunyt el. Fia pár hónappal később született csak meg.
22 éves egyetemista korában kitelepítették családjával együtt Budapestről, jogászi diplomáját az Eötvös Loránd Tudományegyetemen csak 1957-ben vehette át. Ezután 5 éven át mező- és erdőgazdasági munkás, vasöntő, majd ipari iskolai oktató volt. Három évtizedes bírói pályafutását Esztergomban kezdte el és végül a Legfelsőbb Bíróságon fejezte be. Főként öröklési jogi, személyiségi jogi ügyekkel, illetve szerződésekkel kapcsolatos perekkel, továbbá iparjogvédelemmel foglalkozott. Pártnak, politikai szervezetnek sosem volt tagja.

## Családja
1961-ben kötött házasságot Vasadi Évával, aki 1999 és 2006 között az első magyar női alkotmánybíró volt. Három leánygyermekük született: Katalin, Orsolya, Dorottya.

## Díjai, elismerései
- A Magyar Érdemrend középkeresztje a csillaggal (1999)